# 4e régiment de cuirassiers « Czartoryski »
Pour les articles homonymes, voir 4e régiment et Czartoryski.
Le 4e régiment de cuirassiers « Czartoryski » est une unité de cavalerie au service de la monarchie de Habsbourg. Cette unité est créée en 1682 et dissoute en 1801.

## Création et différentes dénominations
Le nom du colonel est associé au type d'unité, puis à partir de 1798 à son numéro d'ordre.

### Type
- 1682 : formation comme régiment de cuirassiers[1],[2]
- 1798 : devient 4e régiment de cuirassiers[1],[3]
- 1801 : dissous

### Colonels
Les colonels (propriétaires) sont :
- 1682 : Francesco Gondola (en)[1],[2]
- 1700 : János Pálffy[1],[4]
- 1751 : Julius Caesar von Radicati[4]
- 1756 : Christian Philipp von Löwenstein-Wertheim (de)[4]
- 1758 : Johann Benedikt Bernhard von Daun[4]
- 1766 : August Voghera[4]
- 1793 : Adam Kazimierz Czartoryski[1],[5]
- 1801 : dissous[1],[6]

## Historique
Le régiment est engagé en 1683 dans la grande guerre turque. Lors de la guerre de Succession d'Espagne, il participe à la bataille de Luzzara (1702), combat à Turin en 1704, au siège de Lille en 1708 puis à celui de Tournai (en) et à la bataille de Malplaquet en 1709.
Dans la guerre vénéto-austro-ottomane, le régiment combat lors de la bataille de Peterwardein en 1716 puis en 1717 lors de la bataille de Belgrade. En 1734, le régiment participe à la bataille de Parme puis celle de Guastalla (guerre de succession de Pologne). En 1738, dans le cadre de la guerre austro-russo-turque, le régiment participe à la bataille de Mehadia puis l'année suivante subit de lourdes pertes à la bataille de Grocka (de), perdant notamment son commandant, le comte Berchthold (de). À cause de la bravoure du régiment, l'empereur Charles ordonne la reformation du régiment à ses propres frais.
En 1796, lors des guerres de la Révolution française, le régiment combat en Italie. Il est dissous en 1801.

## Uniforme
Le régiment porte au milieu du XVIIIe siècle une veste blanche à couleur distinctive rouge, hauts-de-chausses rouges, boutons jaunes, gilet blanc et bandoulières blanches. En 1765, le régiment reçoit la couleur distinctive rouge cramoisi sur la veste blanche des cuirassiers autrichiens, avec les boutons jaunes. Le 4e régiment de cuirassiers prend en 1798 la couleur distinctive bleu foncé, avec les boutons jaunes mais l'ancien uniforme n'est pas immédiatement remplacé.